# Prepaid Verband Deutschland
Der Prepaid Verband Deutschland (PVD) e. V., früher Prepaid Forum Deutschland e. V., ist eine Branchenvereinigung und Interessenvertretung der in Deutschland tätigen Prepaid-Industrie. Dazu gehören zum Beispiel Content- und Paymentprovider, Issuer, Distributoren, Vertriebs- und Akzeptanzpartner sowie Incentive- und Prämienagenturen.
Der Verband vertritt durch aktive Weiterentwicklung des Prepaid-Marktes die Interessen seiner Mitglieder, ist Ansprechpartner für Politik, Behörden sowie die Öffentlichkeit. Weiter ist er Herausgeber des Magazins „PVD News“ und veranstaltet den jährlich stattfindenden Prepaid Kongress. Der PVD ist ein eingetragener Verein und wurde im Oktober 2011 als Prepaid Forum Deutschland e. V. mit Sitz in Frankfurt am Main gegründet. 2013 erfolgte die Umbenennung in Prepaid Verband Deutschland e. V. und 2018 wurde der Vereinssitz nach Berlin verlegt.

## Aufgaben
- Förderung der gemeinsamen Interessen und der Wahrnehmung der Prepaid-Branche
- Förderung des fairen Wettbewerbs
- Förderung des Dialogs und des Austausches zu regulatorischen Themen der Prepaid-Branche

## Mitglieder
Zu den Mitgliedern gehören u. a. AVS, Blackhawk Network, Deutsche Post AG, DTV Tabak, Edenred, epay/cadooz, fashioncheque, ICP, KNISTR, Lekkerland, Mastercard, Medion, Paysafecard, SVS, Telecash u. v. m.

## Mitgliedschaften
Der Verband ist im Lobbyregister beim Deutschen Bundestag unter der Registernummer R001116 eingetragen und unter der Kennnummer 4311 5161 3776 – 29 im Transparenzregister der Europäischen Kommission registriert.

## Stellungnahmen zu Gesetzentwürfen
Der Verband reichte zu mehreren Gesetzentwürfen Stellungnahmen ein. Am 19. Oktober 2011 war das Prepaid-Forum-Deutschland zu einer Anhörung zum Thema Geldwäscheprävention in den Finanzausschuss des Deutschen Bundestages eingeladen.